# 경상북도의 기념물 (제1호 ~ 제100호)
경상북도 기념물은 지방기념물 중에서 경상북도 내에 있는 문화재를 의미한다. 최고의 문화재로 지정되지 않은 것들 중 패총, 고분, 성지, 궁지 등의 사적지 중 역사적, 학술적 가치가 있는 것, 경승지로서 예술적 기교, 관람 가치가 있는 및 동물, 식물, 광물, 동굴 등에서 학술적인 가치가 있는 것"을 대상으로 경상북도지사가 조례에 따라 지정한다.

## 지정목록

### 제1호 ~ 제100호
| 번호   | 사진 | 명칭                                            | 소재지                                        | 관리자 (단체)          | 지정일                                                                                  | 참조 |
| 1호    |      | 은척면의뽕나무 (銀尺面의뽕나무)                 | 경북 상주시 은척면 두곡리 324                 | 상주군농회             | 1972년 12월 29일 지정, 2020년 2월 3일 해제, 천연기념물 제559호로 승격                   |      |
| 2호    |      | 의성읍도서동의회나무 (義城邑道西洞의회나무)     | 경북 의성군 의성읍 도서리 210-3               | 의성군                 | 1972년 12월 29일 지정                                                                   |      |
| 3호    |      | 돗질무명사지 (돗질무명사지)                     | 경북 안동시 월곡면 도곡리 626-1               | .                      | 1973년 8월 31일 지정, 1974년 해제, 안동댐 수몰                                          |      |
| 4호    |      | 원절강무명사지 (원절강무명사지)                 | 경북 안동시 월곡면 절강리 29-1                | .                      | 1973년 8월 31일 지정, 1974년 해제, 안동댐 수몰                                          |      |
| 5호    |      | 영천용평동의가죽나무 (영천용평동의가죽나무)     | 경북 영천시 화산면 용평리 425의38             | 영천군                 | 1974년 12월 10일 지정, 1987년 5월 13일 해제, 고사로 인해 해제                           |      |
| 6호    |      | 나서동요촌부락고분군 (나서동요촌부락고분군)     | 경북 안동시 나서동                            | .                      | 1973년 8월 31일 지정, 1974년 해제, 안동댐 수몰                                          |      |
| 7호    |      | 기사동고분군 (기사동고분군)                     | 경북 안동시 기사리 224                        | .                      | 1973년 8월 31일 지정, 1974년 해제, 해제사유 미상                                        |      |
| 8호    |      | 양동의향나무 (良洞의향나무)                     | 경북 경주시 강동면 양동리 223                 | 손동만                 | 1974년 12월 10일 지정                                                                   |      |
| 9호    |      | 서부동고분군 (서부동고분군)                     | 경북 안동시 예안군 서부리 산11-1              | .                      | 1973년 8월 31일 지정, 1974년 해제, 안동댐 수몰                                          |      |
| 10호   |      | 도산외촌동돌무덤 (도산외촌동돌무덤)             | 경북 안동시 도산면 외촌리 234                 | .                      | 1973년 8월 31일 지정, 1974년 해제, 안동댐 수몰                                          |      |
| 11호   |      | 포항보경사탱자나무 (포항寶鏡寺탱자나무)         | 경북 포항시 북구 송라면 보경로 523 (중산리)   | .                      | 1974년 12월 10일 지정                                                                   |      |
| 12호   |      | 천생산성 (天生山城)                             | 경북 구미시 장천면 신장리 산42-2외 11필       | 구미시                 | 1974년 12월 10일 지정                                                                   |      |
| 13호   |      | 정기룡장군유적 (鄭起龍將軍遺蹟)                 | 경북 상주시 사벌면 금흔리 345외 52필          | 상주시                 | 1974년 12월 10일 지정                                                                   |      |
| 14호   |      | 신숭겸장군유적 (신숭겸장군유적)                 | 경북 경북전역 달성군 공산면 지묘리 526        | .                      | 1974년 12월 10일 지정, 1981년 7월 1일 해제, 대구 기념물 제1호로 재지정                  |      |
| 15호   |      | 안동태사묘 (安東太師廟)                         | 경북 안동시 북문동 23,24-1                    | 태사묘관리위원회       | 1974년 12월 10일 지정                                                                   |      |
| 16호   |      | 매학정일원 (梅鶴亭一圓)                         | 경북 구미시 고아면 예강리 257-2               | 매학정                 | 1974년 12월 10일 지정                                                                   |      |
| 17호   |      | 황악산직지사일원 (황악산직지사일원)             | 경북 김천시 대학면 문수리                     | .                      | 1974년 12월 10일 지정, 1979년 12월 해제, 해제사유 미상                                  |      |
| 18호   |      | 주흘산조령관문일원 (主屹山鳥嶺關門一圓)         | 경북 문경시 문경읍 상초리 산21-1외 615필      | 문경군                 | 1974년 12월 10일 지정                                                                   |      |
| 19호   |      | 서악서원 (西岳書院)                             | 경북 경주시 서악동 615                        | 서악서원               | 1975년 12월 30일 지정                                                                   |      |
| 20호   |      | 법광사지 (法廣寺址)                             | 경북 포항시 북구 신광면 상읍리 967외 20필     | 영일군                 | 1975년 12월 30일 지정, 2008년 1월 30일 해제, 사적 제493호로 승격                        |      |
| 21호   |      | 의창읍 이팝나무 군락 (義昌邑 이팝나무 群落)     | 경북 포항시 흥해읍 동해대로 1548-10 외        | 포항시                 | 1975년 12월 30일 지정, 2020년 12월 7일 해제, 천연기념물 제561호로 승격                  |      |
| 22호   |      | 울진쌍전리의배나무 (蔚珍雙田里의배나무)         | 경북 울진군 서면 쌍전리 산146-1               | 곽영수                 | 1975년 12월 30일 지정, 1999년 4월 6일 해제, 천연기념물 제408호로 승격                   |      |
| 23호   |      | 울진하원리의굴참나무 (울진하원리의굴참나무)     | 경북 울진군 서면 하원리 산30의1               | 불영사                 | 1975년 12월 30일 지정, 1990년 6월 12일 해제, 해제사유 미상                              |      |
| 24호   |      | 휴천리지석및입석 (休川里支石및立石)             | 경북 영주시 휴천동 693-1, 693-2, 693-12       | 영주시                 | 1977년 7월 15일 지정                                                                    |      |
| 25호   |      | 전사벌왕릉 (傳沙伐王陵)                         | 경북 상주시 사벌면 화달리 산44-1외 3필        | 상산박씨문중           | 1977년 12월 29일 지정                                                                   |      |
| 26호   |      | 전고령가야왕릉 (傳古寧伽倻王陵)                 | 경북 상주시 함창읍 회천리 7외 3필             | 함창김씨만세각문중     | 1979년 12월 18일 지정                                                                   |      |
| 27호   |      | 문경모산굴 (聞慶茅山窟)                         | 경북 문경시 가은읍 성저리 산65-2              | 부안임씨종중           | 1979년 12월 18일 지정                                                                   |      |
| 28호   |      | 안동광음동분청사기요지 (安東光音洞粉靑砂器窯址) | 경북 안동시 남후면 광음리 산57                | 서정봉                 | 1979년 12월 18일 지정                                                                   |      |
| 29호   |      | 신동입석 (新洞立石)                             | 경북 칠곡군 지천면 심천로 5-7                 | 사유(강신우 등)        | 1972년 12월 29일 지정                                                                   |      |
| 30호   |      | 인동입석 (인동입석)                             | 경북 구미시 진평동 378-1                      | 구미시                 | 1980년 6월 17일 지정, 1987년 5월 13일 해제, 도 문화재자료 제184호로 재지정              |      |
| 31호   |      | 경주간묘 (慶州諫墓)                             | 경북 경주시 황성동 471                        | 경주시                 | 1982년 8월 4일 지정                                                                     |      |
| 32호   |      | 김인문묘 (金仁問墓)                             | 경북 경주시 서악동 1006-1                     | 경주시                 | 1982년 8월 4일 지정                                                                     |      |
| 33호   |      | 김양묘 (金陽墓)                                 | 경북 경주시 서악동 1006-1                     | 경주시                 | 1982년 8월 4일 지정                                                                     |      |
| 34호   |      | 경주능지탑지 (慶州陵只塔址)                     | 경북 경주시 배반동 621-1                      | 중생사                 | 1982년 8월 4일 지정                                                                     |      |
| 35호   |      | 경주효불효교지 (慶州孝不孝橋址)                 | 경북 경주시 인왕동 354-1,355-1                | 경주시                 | 1982년 8월 4일 지정, 2004년 11월 27일 해제, 사적 제457호로 승격                         |      |
| 36호   |      | 안동미림동굴 (安東美林洞窟)                     | 경북 안동시 북후면 석탑리 산17                | 조영만                 | 1982년 8월 4일 지정                                                                     |      |
| 37호   |      | 영덕대소산봉수대 (盈德大所山烽燧臺)             | 경북 영덕군 축산면 도곡리 산20외 3필          | 영덕군                 | 1982년 8월 4일 지정                                                                     |      |
| 38호   |      | 신유장군유적 (申瀏將軍遺蹟)                     | 경북 칠곡군 약목면 신유로 172                 | 평산신씨종중           | 1982년 8월 4일 지정                                                                     |      |
| 39호   |      | 호미곶등대 (虎尾串燈臺)                         | 경북 포항시 남구 호미곶면 해맞이로 150번길 20 | 포항지방해양항만청     | 1982년 8월 4일 지정                                                                     |      |
| 40호   |      | 경산산전동분청사기요지 (慶山山田洞粉靑砂器窯址) | 경북 경산시 남천면 산전리 산189-1             | 이원춘외1명            | 1982년 12월 1일 지정                                                                    |      |
| 41호   |      | 월천서당 (月川書堂)                             | 경북 안동시 도산면 동부리 539                 | 조동주                 | 1982년 12월 1일 지정                                                                    |      |
| 42호   |      | 퇴계종택 (退溪宗宅)                             | 경북 안동시 도산면 토계리 468-2               | 이근필                 | 1982년 12월 1일 지정                                                                    |      |
| 43호   |      | 서산서원 (西山書院)                             | 경북 안동시 일직면 원리 산9외 7필             | 이장원                 | 1983년 9월 29일 지정                                                                    |      |
| 44호   |      | 안동송리동은행나무 (安東松里洞銀杏나무)         | 경북 안동시 일직면 송리 650-2외 2필           | 일직손씨정평공파문중   | 1983년 9월 29일 지정                                                                    |      |
| 45호   |      | 침수정계곡일원 (枕漱亭溪谷一圓)                 | 경북 영덕군 달산면 옥계리 1외 115필           | 영덕군                 | 1983년 9월 29일 지정                                                                    |      |
| 46호   |      | 상서장 (上書莊)                                 | 경북 경주시 인왕동 산37-2외 임야 11필         | 최치원유적보존회       | 1984년 5월 21일 지정                                                                    |      |
| 47호   |      | 화산산성 (華山山城)                             | 경북 군위군 고로면 화북리 산230               | 군위군                 | 1984년 5월 21일 지정                                                                    |      |
| 48호   |      | 월회당 (月會堂)                                 | 경북 성주군 벽진면 성주로 2495                | 여문환                 | 1984년 5월 21일 지정                                                                    |      |
| 49호   |      | 성주해평동측백나무 (星州海平洞측백나무)         | 경북 성주군 벽진면 수촌3길 40                 | 여중환                 | 1984년 5월 21일 지정, 2015년 7월 6일 해제, 2012년 태풍 볼라벤의 영향으로 고사           |      |
| 50호   |      | 안동송천동의모감주나무 (安東松川洞의모감주나무) | 경북 안동시 송천동 산30-2                     | 정휘종                 | 1984년 12월 19일 지정                                                                   |      |
| 51호   |      | 전금강성장군황보능장묘 (傳金剛城將軍皇甫能長墓) | 경북 영천시 고경면 창하리 산5-1               | 제3사관학교            | 1984년 12월 19일 지정                                                                   |      |
| 52호   |      | 옥동서원 (玉洞書院)                             | 경북 상주시 모동면 수봉리 546                 | 옥동서원               | 1984년 12월 19일 지정, 2015년 11월 10일 해제, 사적 제532호로 승격                       |      |
| 53호   |      | 견훤산성 (甄萱山城)                             | 경북 상주시 화북면 장암리 산42                | 상주시                 | 1984년 12월 19일 지정                                                                   |      |
| 54호   |      | 경주표암 (慶州瓢巖)                             | 경북 경주시 동천동 507-7외 49필               | 경주이씨대종회         | 1985년 10월 15일 지정                                                                   |      |
| 55호   |      | 채미정 (採薇亭)                                 | 경북 구미시 남통동 249                        | 해평길씨문중           | 1985년 10월 15일 지정, 2008년 12월 26일 해제, 명승 제52호로 승격                        |      |
| 56호   |      | 고산서원 (高山書院)                             | 경북 안동시 남후면 광음리 34외 3필            | 한산이씨대산파문중     | 1985년 10월 5일 지정                                                                    |      |
| 57호   |      | 영일우각리향나무 (迎日牛角里향나무)             | 경북 포항시 신광면 우각길 94-7                | 여주이씨문중           | 1985년 10월 15일 지정                                                                   |      |
| 58호   |      | 청도 적천사 은행나무 (磧川寺 銀杏나무)          | 경북 청도군 청도읍 원동리 981                 | 직천사                 | 1985년 10월 15일 지정, 1998년 12월 23일 해제, 천연기념물 제402호로 승격                 |      |
| 59호   |      | 도산서당(부고산숙) (道山書堂(附高山塾))         | 경북 성주군 선남면 문방3길 25-11              | 도산서당               | 1985년 10월 15일 지정                                                                   |      |
| 60호   |      | 금오서원 (金烏書院)                             | 경북 구미시 선산읍 원리 276                   | 금오서원               | 1985년 10월 15일 지정                                                                   |      |
| 61호   |      | 흥암서원 (興巖書院)                             | 경북 상주시 연원동 769외 2필                  | 흥충보존위원회         | 1985년 10월 15일 지정                                                                   |      |
| 62호   |      | 임고서원 (臨皐書院)                             | 경북 영천시 임고면 양항리 462외 21필          | 임고서원               | 1985년 10월 15일 지정                                                                   |      |
| 63호   |      | 임고서원은행나무 (臨皐書院銀杏나무)             | 경북 영천시 임고면 양항리 161                 | 임고서원               | 1985년 10월 15일 지정                                                                   |      |
| 64호   |      | 벽산생가 (碧山生家)                             | 경북 영양군 청기면 상청리 290                 | 김기칠                 | 1985년 10월 15일 지정                                                                   |      |
| 65호   |      | 검산성 (劒山城)                                 | 경북 영양군 청기면 상청리 산23외 5필          | 영양군                 | 1985년 10월 15일 지정                                                                   |      |
| 66호   |      | 경주동부동은행나무 (慶州東部洞銀杏나무)         | 경북 경주시 동부동 193외 3필                  | 경주시                 | 1986년 12월 11일 지정                                                                   |      |
| 67-1호 |      | 금오산성 (金烏山城)                             | 경북 구미시 남통동 산33외 6필                 | 구미시                 | 1986년 12월 11일 지정                                                                   |      |
| 67-2호 |      | 금오산성 (金烏山城)                             | 경북 칠곡군 북삼로 188-5 (북삼읍)             | 칠곡군                 | 1986년 12월 11일 지정                                                                   |      |
| 67-3호 |      | 금오산성 (金烏山城)                             | 경북 김천시 갈항길 330 (남면)                 | 김천시                 | 1986년 12월 11일 지정                                                                   |      |
| 68호   |      | 청도옥산동토기요지 (淸道玉山洞土器窯址)         | 경북 청도군 각남면 옥산리 산310외 10필        | 청도군                 | 1986년 12월 11일 지정                                                                   |      |
| 69호   |      | 사현정 (四賢井)                                 | 경북 영주시 순흥면 읍내리 540외 2필           | 순흥안씨문중           | 1986년 12월 11일 지정                                                                   |      |
| 70호   |      | 입암서원일원 (立岩書院一圓)                     | 경북 포항시 북구 죽장면 입암리 산21외 13필    | 입암서원               | 1986년 12월 11일 지정                                                                   |      |
| 71호   |      | 입암서원의향나무 (立岩書院의香나무)             | 경북 포항시 북구 죽장면 입암리 178            | 입암서원               | 1986년 12월 11일 지정, 2004년 12월 6일 해제, 태풍으로 인한 고사                         |      |
| 72호   |      | 울릉남서동고분군 (鬱陵南西洞古墳群)             | 경북 울릉군 서면 남서리 140-1외 15필          | 울릉군                 | 1986년 12월 11일 지정                                                                   |      |
| 73호   |      | 울릉현포동고분군 (鬱陵玄圃洞古墳群)             | 경북 울릉군 북면 현포리 680-1외 7필           | 울릉군                 | 1986년 12월 11일 지정                                                                   |      |
| 74호   |      | 예연서원 (禮淵書院)                             | 경북 경북전역 달성군 유가면 가태리 538외 7필  | 포산곽씨문중           | 1987년 5월 13일 지정, 1995년 5월 12일 해제, 대구 기념물 제11호로 재지정 (행정구역 개편) |      |
| 75호   |      | 상주두곡리은행나무 (尙州杜谷里銀杏나무)         | 경북 상주시 은척면 두곡리 640외 1필           | 유오길                 | 1987년 5월 13일 지정                                                                    |      |
| 76호   |      | 김면장군유적 (金沔將軍遺蹟)                     | 경북 고령군 쌍림면 고곡리 16외 16필           | 김면장군유적보존회     | 1988년 9월 23일 지정                                                                    |      |
| 77호   |      | 상주임란북천전적지 (尙州壬亂北川戰跡地)         | 경북 상주시 만산동 699                        | 상주시                 | 1988년 9월 23일 지정                                                                    |      |
| 78호   |      | 조지훈생가 (趙芝薰生家)                         | 경북 영양군 일월면 주곡리 201외               | 조동창                 | 1988년 9월 23일 지정                                                                    |      |
| 79호   |      | 석탈해왕탄강유허 (昔脫解王誕降遺墟)             | 경북 경주시 양남면 나아리 538-1외 7필         | 한국전력(주)           | 1988년 9월 23일 지정                                                                    |      |
| 80호   |      | 인각사경내 (인각사경내)                         | 경북 군위군 고노면 화북리                     | 인각사                 | 1988년 9월 23일 지정, 1992년 5월 28일 해제, 사적 제374호로 재지정                       |      |
| 81호   |      | 영천충효재 (永川忠孝齋)                         | 경북 영천시 자양면 충효리 626외 2필           | 정호용                 | 1989년 5월 29일 지정                                                                    |      |
| 82호   |      | 해동청풍비 (海東淸風碑)                         | 경북 성주군 벽진면 봉계리 478-2               | 장병주                 | 1990년 8월 7일 지정                                                                     |      |
| 83호   |      | 심산김창숙생가 (心山金昌淑生家)                 | 경북 성주군 대가면 칠봉2길 50-4               | 김위                   | 1991년 5월 14일 지정                                                                    |      |
| 84호   |      | 갈암종택 (葛菴宗宅)                             | 경북 영덕군 창수면 인양리 412-1               | 이원흥                 | 1991년 5월 14일 지정                                                                    |      |
| 85호   |      | 종오정일원 (從吾亭一圓)                         | 경북 경주시 손곡동 375외 5필                  | 공자희옹선생유적보존회 | 1992년 11월 26일 지정                                                                   |      |
| 86호   |      | 박정희대통령생가 (朴正熙大統領生家)             | 경북 구미시 상모동 171 외3필                  | 구미시                 | 1993년 2월 25일 지정                                                                    |      |
| 87호   |      | 신돌석장군생가지 (申乭石將軍生家址)             | 경북 영덕군 축산면 도곡리 528-1               | 신동화                 | 1993년 2월 25일 지정                                                                    |      |
| 88호   |      | 용산서원 (龍山書院)                             | 경북 경주시 내남면 이조리 659외 2필           | 경주최씨가암파문중     | 1993년 2월 25일 지정                                                                    |      |
| 89호   |      | 존애원 (存愛院)                                 | 경북 상주시 청리면 율리 353                   | 상산김씨일묵재공파문중 | 1993년 2월 25일 지정                                                                    |      |
| 90호   |      | 이강년생가지 (李康秊生家址)                     | 경북 문경시 가은읍 완장리 129-6외 1필         | 이인규                 | 1993년 2월 25일 지정                                                                    |      |
| 91호   |      | 금릉추량리은행나무 (金陵秋良里은행나무)         | 경북 김천시 대덕면 추량리 298                 | 정을만(건설교통부)     | 1993년 8월 18일 지정                                                                    |      |
| 92호   |      | 고령안화리암각화 (高靈安和里岩刻畵)             | 경북 고령군 쌍림면 안화리 산1                 | 고령군                 | 1993년 11월 30일 지정                                                                   |      |
| 93호   |      | 금성단 (錦城壇)                                 | 경북 영주시 순흥면 내죽리 70외 5필            | 금성단                 | 1993년 11월 30일 지정, 2007년 12월 31일 해제, 사적 제491호로 승격                       |      |
| 94호   |      | 구암정사 (龜巖精舍)                             | 경북 안동시 일직면 구미리 358,359,산144       | 안동시                 | 1994년 4월 16일 지정                                                                    |      |
| 95호   |      | 영일냉수리고분 (迎日冷水里古墳)                 | 경북 포항시 북구 신광면 냉수리 산78-3외 5필   | 포항시                 | 1994년 4월 16일 지정                                                                    |      |
| 96호   |      | 남미질부성 (南彌秩夫城)                         | 경북 포항시 북구 흥해읍 남성리 101 외         | 포항시                 | 1994년 4월 16일 지정                                                                    |      |
| 97호   |      | 의성월소리소나무 (義城月沼里소나무)             | 경북 의성군 안사면 월소리 1202-4              | 의성군                 | 1994년 6월 3일 지정                                                                     |      |
| 98호   |      | 경주석장동암각화 (慶州錫杖洞岩刻畵)             | 경북 경주시 석장동 산38-1                     | 경주시                 | 1994년 9월 29일 지정                                                                    |      |
| 99호   |      | 청도범곡리지석묘군 (淸道凡谷里支石墓群)         | 경북 청도군 화양읍 범곡리 507-5 외 13필       | 청도군                 | 1994년 9월 29일 지정                                                                    |      |
| 100호  |      | 청도명대리뚝향나무 (淸道明大里뚝향나무)         | 경북 청도군 각북면 명대리 30                  | 청도군                 | 1994년 9월 29일 지정                                                                    |      |

## 참고 자료
- 경상북도 고시/공고